# 塩谷惟広
塩谷 惟広（しおのや これひろ）は、平安末期から鎌倉初頭の下野国塩谷郡の武将。

## 沿革
喜連川塩谷氏の系譜によれば、惟広は、源姓塩谷氏（堀江氏）の塩谷惟頼の孫で塩谷正義の次男、塩谷朝義の弟であるとする。しかし、本家である塩谷氏の系譜（秋田塩谷系譜）によれば、惟広は、塩谷惟純の次男であり、正義と朝義は、惟広の兄惟頼の子で甥であるとする。その見解には大きな差異があるが、惟広を喜連川塩谷氏の初代とする事では見解が一致している。
惟広は、源平合戦（治承・寿永の乱）において、その一族として源氏側として参戦し、元暦元年（1184年）2月の一ノ谷の戦いや文治元年（1185年）2月の屋島の戦いで戦功があり、塩谷荘に三千町の領地を賜り、大蔵ヶ崎城を築いて居城とする。
その後、文治5年（1189年）の奥州藤原氏の征伐にも参戦し、この時、従五位下安房守の官途を賜っている。
惟広がいつ頃没したかは不明だが、吾妻鏡によれば、建保元年（1213年）5月2日に惟広の子塩谷三郎惟守が和田義盛に味方して討死したとの記述があることから、これ以前には、没していたと考えられている。

## 参考資料
- 『矢板市史』
- 『喜連川町史』
- 『堀江記、岡本記』（矢板市郷土文化研究会）